# Onthophagus neofurcatus
Onthophagus neofurcatus es una especie de insecto del género Onthophagus, familia Scarabaeidae, orden Coleoptera.

## Historia
Fue descrita científicamente por Goidanich en 1926.